# فرودگاه منطقه‌ای شهرستان پورتیج
 فرودگاه منطقه‌ای پورتیج کانتی (به انگلیسی: Portage County Regional Airport) یک فرودگاه همگانی با کد یاتا 29G است که یک باند فرود آسفالت دارد و طول باند آن ۱۰۶۷ متر است. این فرودگاه در کشور ایالات متحده آمریکا قرار دارد و در ارتفاع ۳۶۵ متری از سطح دریا واقع شده است.